# Hiss (песня)
«Hiss» — песня американской рэперши Megan Thee Stallion с её грядущего третьего студийного альбома. Она была выпущена лейблом Hot Girl Productions 26 января 2024 года в качестве второго сингла с альбома.
Песня «Hiss» была встречена критиками с похвалой за язвительные тексты и рэп-поток Меган, а также привлекла внимание прессы к нескольким артистам, которых она высмеяла в песне.
Песня дебютировала на первом месте в американском хит-парад Billboard Hot 100, что стало её третьим синглом номер один и первым в качестве сольного исполнителя. Песня также дебютировала под номером один в Billboard Global 200, став вторым синглом номер один, и сделала Меган первой женщиной-рэпером, дебютировавшей на вершине этого глобального чарта.

## История
19 октября 2023 года компания 1501 Certified Entertainment объявила, что заключила мировое соглашение с Меган Ти Сталлион в её пользу, завершив трёхлетнюю судебную тяжбу между ними. После ухода с лейбла она основала свой собственный независимый лейбл Hot Girl Productions и объявила о предстоящем выпуске третьего студийного альбома. Меган Ти Сталлион выпустила главный сингл альбома, «Cobra», 3 ноября 2023 года. 22 января 2024 года она объявила, что её последующий сингл «Hiss» выйдет 26 января, и поделилась обложкой, на которой она изображена с белой змеёй на шее. За два дня до выхода «Hiss» Меган Ти Сталлион выложила фрагмент вступления, в котором она обращается с предупреждением к тем, кому предназначается песня.

## Композиция
Издания сообщили, что в тексте песни «Hiss» содержатся различные выпады в адрес нескольких артистов, которые ранее негативно высказывались в адрес Меган. Во вступительном куплете Меган читает рэп «Я чувствую себя Мэрайей Кэри, эти ниггеры так одержимы/Моя киска так знаменита, возможно, ею будет управлять Крис Дженнер», ссылаясь на американскую певицу Мэрайю Кэри и её сингл 2009 года «Obsessed». Позже она упоминает о том, как в 2020 году Тори Ланез чуть не застрелил её, и о последующем судебном разбирательстве, в результате которого Ланез был осуждён и приговорён к десяти годам тюрьмы. Она говорит об этой ситуации в строках: «Я не боюсь копать/Каждый человек идёт против меня, я справляюсь с дерьмом/Я Тефлоновый Дон в зале суда/Они бросают эту грязь, а дерьмо не прилипает». Фанатам, защищающим Тори Ланеза, Меган предлагает скачать JPay, сервис денежных переводов для тюремной системы США, чтобы отправить немного денег или даже запланировать «супружеский визит».

## Отзывы

### Критики
Крис Мэлоун Мендес из Forbes нашёл песню «лирически полной 180[°] от более честной „Cobra“» и что «тема змей, кажется, была правильным выбором для следующей главы Меган». Либерти Данворт из NME подчеркнула, что рэперша «демонстрирует свою уверенность и способность не обращать внимания на тех, кто пытается сбить её с пути» своим потоком, продолжая «тему змей в своей музыке». Эдди Фу из Consequence также подтвердил, что «Меган отстреливается ядовитыми текстами, преследуя самые большие имена, которые называли её лжецом».
Пол К. Барнс из Medium написал, что «зловещие клавиши несут мелодию песни в паре со скачущими барабанами», а тексты выражают альтер-эго рэпера Тины Сноу с «агрессивной подачей и несколькими переключениями потока».
| Публикация    | Список                     | Ранг | Ссылка |
| ------------- | -------------------------- | ---- | ------ |
| Vulture       | The Best Songs of 2024     | 2    | [ 14 ] |
| NME           | The 50 Best Songs of 2024  | 10   | [ 15 ] |
| Cosmopolitan  | The Best Songs of 2024     | 12   | [ 16 ] |
| Rolling Stone | The 100 Best Songs of 2024 | 25   | [ 17 ] |

### Ники Минаж
Рэперша Ники Минаж обиделась на строчку «These hoes don’t be mad at Megan, these hoes mad at Megan’s Law», истолковав её как адресованную ей и её мужу Кеннету Петти, который является зарегистрированным сексуальным преступником. В 2019 году Петти был приговорён к году домашнего ареста, испытательному сроку и штрафу в размере 55 000 долларов за то, что не зарегистрировался в качестве сексуального преступника в Калифорнии. После выхода «Hiss» Минаж почти сразу же выложила в Instagram Live превью своей песни — дисс-трека, адресованного Меган: «Bad bitch, she like 6 foot, I call her Bigfoot, the bitch fell off, I said get up on your good foot», ссылаясь на то, что в 2020 году Тори Ланез чуть не застрелил Меган. В прямом эфире Минаж раскритиковала Меган, сказав: «У тебя три „Грэмми“, и ты должна научиться читать рэп в такт и чувствовать себя комфортно в музыке», а затем высмеяла её рэп-поток. Минаж также лайкнула сотни твитов от фанатов, негативно отзывавшихся о Меган, многие из которых высмеивали её за стрельбу. Меган опубликовала в Instagram фотографию, на которой она, зажав рот левой рукой, смеётся над ответом Минаж.

## Музыкальное видео
Официальный клип, снятый режиссёром Дугласом Бернардтом, был опубликован 26 января 2024 года на YouTube-канале рэпера. В клипе Меган читает рэп одна, без танцоров на заднем плане или статистов. Она переходит от одной обстановки к другой, как в «капиллярной инстилляции», перед различными экранами, на которых отображается её образ. Клип на песню со змеиной тематикой набрал более 2,1 миллиона просмотров за день, став клипом номер один на YouTube, а версия только с текстом набрала 1,2 миллиона просмотров и заняла третье место в списке трендов.

## Коммерческий успех
Песня «Hiss» была коммерчески успешной, достигнув первого места в американском чарте синглов Apple Music уже через день после выхода. Она также достигла первого места в глобальном чарте синглов Apple Music, став второй сольной песней после «Body» (2020). Благодаря песням «Hiss» и «Body» Меган стала первой женщиной-рэпером, чьи сольные песни достигли первого места в глобальном чарте. Через несколько дней после выхода песня заняла первое место в ежедневных чартах потокового вещания Spotify и Apple Music в США, второе и третье места в чарте iTunes с несколькими другими версиями в топ-25, опередив песню Минаж «Big Foot» по большинству показателей в реальном времени.
10 февраля 2024 года сингл дебютировал на первом месте американского хит-парада Billboard Hot 100, став 3-м чарттоппером рэперши после «Savage» (2020 с Бейонсе) и «WAP» (2020, с Карди Би). Также сингл возглавил чарты Hot R&B/Hip-Hop Songs (в 3-й раз для неё), Hot Rap Songs (3), Streaming Songs (4) и Digital Songs (4). Ранее она была на вершине Hot R&B/Hip-Hop Songs с хитами «Savage» и «WAP», а на вершине Streaming Songs с композициями «Savage» (1 неделя на № 1), «WAP» (10) и «Body» (1), все в 2020 году. Digital Songs она возглавляла с «Savage» (3 недели), «WAP» (2) и «Bongos» (1, сентябрь 2023).
Песня также дебютировала на первом месте в чарте Billboard Global 200 от 10 февраля 2024 года. За первую неделю релиза с 26 января по 1 февраля песня получила 39,6 миллионов потоков и 99,000 продаж по всему миру. С песней «Hiss» Megan Thee Stallion стала первой женщиной-рэпером в главной роли, дебютировавшей на вершине чарта. Это также стало её второй песней номер один в чарте после «WAP».

## Награды и номинации
| Год  | Церемония          | Категория     | Результат | Ссылка |
| ---- | ------------------ | ------------- | --------- | ------ |
| 2024 | BET Awards         | BET Her Award | Номинация | [ 26 ] |
| 2024 | BET Hip Hop Awards | Impact Track  | Номинация | [ 27 ] |

## Чарты
| Чарт (2024)                           | Высшая позиция |
| ------------------------------------- | -------------- |
| Австралия (ARIA)                      | 62             |
| Австралия Hip Hop/R&B (ARIA)          | 12             |
| Австралия New Music Singles (ARIA)    | 12             |
| Канада (Billboard Canadian Hot 100)   | 18             |
| Мир (Billboard Global 200)            | 1              |
| Ирландия (IRMA)                       | 36             |
| Нидерланды (Tipparade)                | 18             |
| Новая Зеландия (RMNZ)                 | 2              |
| Великобритания (OCC UK Singles)       | 31             |
| Великобритания (OCC UK Hip Hop/R&B)   | 9              |
| Великобритания (OCC UK Indie)         | 3              |
| США (Billboard Hot 100)               | 1              |
| США (Billboard Hot R&B/Hip-Hop Songs) | 1              |
| США (Billboard R&B/Hip-Hop Airplay)   | 40             |
| США (Billboard Rhythmic)              | 34             |

## Сертификации
| Регион                                                                      | Сертификация | Продажи   |
| --------------------------------------------------------------------------- | ------------ | --------- |
| Канада (Music Canada)                                                       | Золотой      | 40 000    |
| США (RIAA)                                                                  | Платиновый   | 1 000 000 |
| Данные о продажах + прослушиваниях приведены только на основе сертификации. |              |           |